# Бабайкурганський сільський округ
Бабайкурга́нський сільський округ (каз. Бабайқорған ауылдық округі, рос. Бабайкурганский сельский округ) — адміністративна одиниця у складі Сауранського району Туркестанської області Казахстану. Адміністративний центр — село Бабайкурган.
Населення — 5226 осіб (2021; 6467 у 2009, 5892 у 1999, 4800 у 1989).
Станом на 1989 рік існувала Бабайкурганська сільська рада (села Абай, Бабайкурган, Кумайликас, Ульгілі).

## Склад
До складу округу входять такі населені пункти:
| Населений пункт   | Колишні назви | Населення, осіб (1989) | Населення, осіб (1999) | Населення, осіб (2009) | Населення, осіб (2021) |
| ----------------- | ------------- | ---------------------- | ---------------------- | ---------------------- | ---------------------- |
| Абай, село        | -             | 1323                   | 1556                   | 1513                   | 1319                   |
| --Шопан-Уї 1      | -             | -                      | -                      | -                      | 5                      |
| Бабайкурган, село | -             | 2258                   | 2894                   | 3396                   | 2689                   |
| Кумайликас, село  | -             | 592                    | 717                    | 939                    | 567                    |
| Ульгілі, село     | -             | 627                    | 725                    | 619                    | 646                    |